# لحلاح دوكين
لحلاح دوكين أو سورنجان دِكني نوع نباتي يتبع جنس اللحلاح من الفصيلة اللحلاحية.

## الموئل والانتشار
موطنه المشرق العربي حيث ينتشر في شمال سورية والسويداء.

## الوصف النباتي
اللحلاح عشب معمر من أحاديات الفلقة، له جعثن (كورمة) (ونادراً رئد (بالإنجليزية: Stolon))، بيضي الشكل، وتغطي الجعثن حراشف بنية، ويتشكل سنويا جعثن جديد. له أوراق قاعدية خيطية تتشكل في الربيع. النورة عنقودية تزهر في الخريف. الزهرة بنفسجية فاتحة ذات خمس بتلات.